# Joseph P. Kennedy mlajši
Joseph P. Kennedy mlajši, ameriški pomorski častnik in vojaški pilot, * 28. julij 1915, † 12. avgust 1944, Rokavski preliv (KIFA).
Joseph mlajši je bil najstarejši od devetih otrok Josepha starejšega in njegove žene, Rose Fitzgerald Kennedy. 